# Ley Cornelia sobre el sacerdocio
Ley decretada por Cornelio Sila en 677 ab urbe condita (que equivale al año 77 a. C. en nuestro calendario). Esta ley devolvía a los colegios sacerdotales el derecho de elegir sacerdotes, derecho que otra ley, la ley Domicia, les había quitado con anterioridad para dárselo a las asambleas populares.
- Datos: Q5974217